# باميلا ييتس
باميلا ييتس (بالإنجليزية: Pamela Yates)‏ هي ناشطة حقوق الإنسان ومخرجة أمريكية، ولدت في 16 يوليو 1962 في بنسيلفانيا في الولايات المتحدة.

## وصلات خارجية
- باميلا ييتس على موقع IMDb (الإنجليزية)
- باميلا ييتس على موقع ألو سيني (الفرنسية)
- باميلا ييتس على موقع أول موفي (الإنجليزية)
- باميلا ييتس على موقع قاعدة بيانات الأفلام السويدية (السويدية)
- باميلا ييتس على موقع قاعدة بيانات الفيلم (الإنجليزية)
- باميلا ييتس على موقع كينوبويسك (الروسية)